# Prva Kutina
Prva Kutina (cyr. Прва Кутина) – wieś w Serbii, w okręgu niszawskim, w mieście Nisz. W 2011 roku liczyła 956 mieszkańców.